# Фигероа, Мариано Пардо де
Мариано Пардо де Фигероа из Медины (исп. Mariano Pardo de Figueroa, 18 ноября 1828 — 11 декабря 1918), использовавший псевдоним доктор Тебуссем (или Тебуссен), — испанский дворянин и филателист, один из «отцов филателии», внесённый в Список выдающихся филателистов в 1921 году. Он был избран обычным членом Лондонского филателистического общества (ныне Королевского филателистического общества Лондона) в 1870 году и почётным членом этого общества в 1875 году, причём в этом качестве он был одним из первых членов Общества. Избрание почетным членом, вероятно, связано с когда-то существовавшим правилом, согласно которому полноправные члены должны были проживать в Лондоне.
По сведениям Gibbons Stamp Weekly, де Фигероа был удостоен звания «Почетного почтальона Испании и её владений» за почтовые реформы в этой стране, а также привилегии бесплатной пересылки почтовых отправлений за заслуги перед наукой.
Псевдоним «Thebussem» (Тебуссем) был создан из анаграммы слова «embustes» (по-испански «ложь» или «небылицы») с добавлением букв «H» и «S» для его германизации.
Известный испанский писатель Дионисио Перес Гутьеррес (Dionisio Pérez Gutiérrez) решил использовать псевдоним «Post-Thebussem» (Пост-Тебуссем) в знак поддержки де Фигероа.

## Публикации
- Literatura philatélica en España. Apuntes para la redaccion de un catálogo. 1876.
- La mesa moderna. 1888.
- Fruslerías postales. 1895.
- Algo de philatelia. 1899.